# 築地本願寺西多摩霊園
築地本願寺西多摩霊園（つきじほんがんじにしたまれいえん）は、民営の霊園である。東京都あきる野市に所在する都内最大の民営公園墓地。

## 概要
- 開園 ： 1966年（昭和41年）
- 所在地：東京都あきる野市菅生716
- 総面積：約500,000m2
- 総区画：約30,000区画
- 宗教：自由
- 開園時間：9:00～17:00
- 休園日：水曜日（水曜日が祝日の場合は開園）・年末年始（12月30日～1月6日）
- 本堂・第一礼拝堂・第二礼拝堂
- 西多摩会館
- レストランからたち
- 福生駅からの無料送迎バス

## アクセス
- JR青梅線福生駅下車、西口駅前から無料送迎バス約10分
- 圏央道日の出インターチェンジ出口より右折で福生駅方面、瀬戸岡交差点を左折。国道411号（滝山街道）約1km先左手。

## 埋葬されている著名人
- 松田優作　- 俳優・歌手
- 山田耕筰　- 作曲家
- 出門英　- 歌手(ヒデとロザンナ)
- 武田麟太郎　- 小説家
- 立川清登　- バリトン歌手
- 長勇　- 陸軍軍人
- 松前重義　- 東海大学創立者
- 村野次郎　- 歌人
- 山階芳麿　- 鳥類学者
- 砂原美智子 - 歌手
- 肝付兼太 - 俳優・声優
- 野上彰 - 文学者・編集者